# Helius (Helius) plebeius
Helius (Helius) plebeius is een tweevleugelige uit de familie steltmuggen (Limoniidae). De soort komt voor in het Neotropisch gebied.